# Антимах I
Антимах I (на старогръцки: Ἀντίμαχος Α΄ ὁ Θεός) е владетел на Гръко-бактрийското царство. Обикновено управлението му се датира в периода ок. 185 – 170 г. пр.н.е. Известен и с прозвището Теос, което може би свидетелства за опит за налагане на владетелски култ.

## Управление
Данните за управлението на Антимах I са оскъдни, но от неговото време са намерени голямо количество монети и една уникална данъчна записка. Характерно за него е, че монетите му го изобразяват с традиционната македонска шапка кавсия.
Редица изследователи приемат Антимах I за член на Евтидемовата династия, може би син на Евтидем I и брат на Деметрий I. Други предполагат, че Антимах е сродник на Диодот II, който отказва да признае властта на Евтидем I. Спорен е въпросът дали Антимах е управлявал Бактрия и Арахозия или е царувал по поречието на река Инд. Предполага се, че Евкратид I узурпира трона и слага край на царуването на Антимах I.